# Delfin Francji

Herb Delfina

Delfin (fr. dauphin) – tytuł hrabiego Delfinatu. Nazwa pochodzi od herbu Guya II, w którym znajdował się delfin. W latach 1349–1830 był to tytuł następców tronu francuskiego, który przysługiwał najstarszemu synowi króla.
Władca Delfinatu, Hubert II, sprzedał tytuł królowi Francji Filipowi VI, który miał po jego śmierci odziedziczyć Delfinat. Stało się to w 1349 r. Król obawiał się, że skupienie zbyt wielu ziem w jego rękach mogłoby wywołać protesty zagraniczne, a być może również i wojnę, co było mu nie na rękę – trwała właśnie wojna stuletnia. Aby zapobiec ewentualnemu konfliktowi (głównym protestującym był cesarz), król zdecydował przekazać Delfinat następcy tronu (był nim syn Filipa, Jan II Dobry). Od tej pory każdy następca tronu francuskiego nosił tytuł delfina, podobnie jak np. w Wielkiej Brytanii następca tronu nosi tytuł księcia Walii, a w Hiszpanii następca tronu to książę Asturii.
Obecnie tytuł delfina jest kwestią sporną. Uznanym przez legitymistów delfinem jest od 2010 r. Ludwik, książę Burgundii. Jest on pierwszym synem Ludwika Burbona księcia Andegawenii i tytularnego króla Francji oraz Marii Małgorzaty Vargas. Uznanym przez orleanistów delfinem jest od 1999 r. Jan Orleański, książę Vendôme. Jest to drugi syn Henryka Orleańskiego, hrabiego Paryża i księcia Francji, oraz Marii Teresy Wirtemberskiej.

## Delfini Francji

### Dynastia Walezjuszów (de Valois)
| #  | Imię                             | Wizerunek | Urodzony                               | Zmarł                              | Czas rządów | Rodzice                                        | Król Francji jako |
| -- | -------------------------------- | --------- | -------------------------------------- | ---------------------------------- | ----------- | ---------------------------------------------- | ----------------- |
| 1  | Karol de Valois książę Normandii |           | 21 stycznia 1338 Vincennes             | 16 września 1380 Beaute-sur-Marne  | 1349–1364   | Jan II Dobry (król Francji) Bonna Luksemburska | Karol V           |
| 2  | Karol de Valois                  |           | 3 grudnia 1368 Paryż                   | 21 października 1422 Paryż         | 1368–1380   | Karol V Mądry Joanna de Burbon                 | Karol VI          |
| 3  | Karol de Valois                  |           | 25 września 1386                       | 28 grudnia 1386                    | 1386        | Karol VI Szalony Izabela Bawarska              | –                 |
| 4  | Karol de Valois                  |           | 6 lutego 1392                          | 13 stycznia 1401                   | 1392–1401   | Karol VI Szalony Izabela Bawarska              | –                 |
| 5  | Ludwik de Valois książę Gujenny  |           | 22 stycznia 1397                       | 18 grudnia 1415                    | 1401–1415   | Karol VI Szalony Izabela Bawarska              | –                 |
| 6  | Jan de Valois książę Turenii     |           | 31 sierpnia 1398 Paryż                 | 5 kwietnia 1417 Compiègne          | 1415–1417   | Karol VI Szalony Izabela Bawarska              | –                 |
| 7  | Karol de Valois hrabia Ponthieu  |           | 22 lutego 1403 Paryż                   | 22 lipca 1461 Mehun-sur-Yevre      | 1417–1422   | Karol VI Szalony Izabela Bawarska              | Karol VII         |
| 8  | Ludwik de Valois                 |           | 3 lipca 1423 Bourges                   | 30 sierpnia 1483 Plessis-lez-Tours | 1423–1461   | Karol VII Walezjusz Maria Andegaweńska         | Ludwik XI         |
| 9  | Franciszek de Valois             |           | 1466                                   | 1466                               | 1466        | Ludwik XI Karolina Sabaudzka                   | –                 |
| 10 | Karol de Valois                  |           | 30 czerwca 1470 Chateau d’Amboise      | 7 kwietnia 1498 Chateau d’Amboise  | 1470–1483   | Ludwik XI Karolina Sabaudzka                   | Karol VIII        |
| 11 | Karol Orlando de Valois          |           | 11 października 1492 Plessis lès Tours | 16 grudnia 1495 Amboise            | 1492–1495   | Karol VIII Walezjusz Anna Bretońska            | –                 |
| 12 | Karol de Valois                  |           | 8 września 1496                        | 2 października 1496                | 1496        | Karol VIII Walezjusz Anna Bretońska            | –                 |
| 13 | Franciszek de Valois             |           | lipiec 1497                            | 1498                               | 1497–1498   | Karol VIII Walezjusz Anna Bretońska            | –                 |

### Linia de Valois-Orléans
| #  | Imię           | Wizerunek | Urodzony         | Zmarł            | Czas rządów | Rodzice                   | Król Francji jako |
| -- | -------------- | --------- | ---------------- | ---------------- | ----------- | ------------------------- | ----------------- |
| 14 | N.N de Valois  |           | 21 stycznia 1508 | 21 stycznia 1508 | 1508        | Ludwik XII Anna Bretońska | –                 |
| 15 | N.N. de Valois |           | 21 stycznia 1512 | 21 stycznia 1512 | 1512        | Ludwik XII Anna Bretońska | –                 |

### Linia de Valois-Angoulême
| #  | Imię                                 | Wizerunek | Urodzony                            | Zmarł                 | Czas rządów | Rodzice                                  | Król Francji jako |
| -- | ------------------------------------ | --------- | ----------------------------------- | --------------------- | ----------- | ---------------------------------------- | ----------------- |
| 16 | Franciszek de Valois książę Bretanii |           | 28 lutego 1518 Amboise              | 10 sierpnia 1536 Lyon | 1518–1536   | Franciszek I Walezjusz Klaudia de Valois | –                 |
| 17 | Henryk de Valois książę Orleanu      |           | 31 marca 1519 Saint-Germain-en-Laye | 10 lipca 1559 Paryż   | 1536–1547   | Franciszek I Walezjusz Klaudia de Valois | Henryk II         |
| 18 | Franciszek de Valois                 |           | 19 stycznia 1544 Fontainebleau      | 5 grudnia 1560 Orlean | 1547–1559   | Henryk II Walezjusz Katarzyna Medycejska | Franciszek II     |

### Dynastia Burbonów
| #  | Imię                                  | Wizerunek | Urodzony                              | Zmarł                              | Czas rządów | Rodzice                                     | Król Francji jako |
| -- | ------------------------------------- | --------- | ------------------------------------- | ---------------------------------- | ----------- | ------------------------------------------- | ----------------- |
| 19 | Ludwik Burbon                         |           | 27 września 1601 Fontainebleau        | 14 maja 1643 Saint-Germain-en-Laye | 1601–1610   | Henryk IV Wielki Maria Medycejska           | Ludwik XIII       |
| 20 | Ludwik Burbon                         |           | 5 września 1638 Saint-Germain-en-Laye | 1 września 1715 Wersal             | 1638–1643   | Ludwik XIII Anna Austriaczka                | Ludwik XIV        |
| 21 | Ludwik Wielki Delfin                  |           | 1 listopada 1661 Fontainebleau        | 14 kwietnia 1711 Meudon            | 1661–1711   | Ludwik XIV Maria Teresa Hiszpańska          | –                 |
| 22 | Ludwik Mały Delfin książę Burgundii   |           | 16 sierpnia 1682 Wersal               | 18 lutego 1712 Marly-le-Roi        | 1711–1712   | Ludwik Wielki Delfin Maria Anna Bawarska    | –                 |
| 23 | Ludwik Burbon książę Bretanii         |           | 8 stycznia 1707                       | 8 marca 1712                       | 1712        | Ludwik Mały Delfin Maria Adelajda Sabaudzka | –                 |
| 24 | Ludwik Burbon książę Andegawenii      |           | 15 lutego 1710 Wersal                 | 10 maja 1774 Wersal                | 1712–1715   | Ludwik Mały Delfin Maria Adelajda Sabaudzka | Ludwik XV         |
| 25 | Ludwik Ferdynand Burbon               |           | 4 września 1729 Wersal                | 20 grudnia 1765 Fontainebleau      | 1729–1765   | Ludwik XV Maria Leszczyńska                 | –                 |
| 26 | Ludwik August Burbon książę de Berry  |           | 23 sierpnia 1754 Wersal               | 21 stycznia 1793 Paryż             | 1765–1774   | Ludwik Ferdynand Burbon Maria Józefa Wettyn | Ludwik XVI        |
| 27 | Ludwik Józef Burbon                   |           | 22 października 1781 Wersal           | 4 czerwca 1789 Meudon              | 1781–1789   | Ludwik XVI Maria Antonina Austriaczka       | –                 |
| 28 | Ludwik Karol Burbon książę Normandii  |           | 27 marca 1785 Wersal                  | 8 czerwca 1795 Temple              | 1789–1792   | Ludwik XVI Maria Antonina Austriaczka       | Ludwik XVII       |
| 29 | Ludwik Antoni Burbon książę Angoulême |           | 6 sierpnia 1775 Wersal                | 3 czerwca 1844 Gorizia             | 1824–1830   | Karol X Burbon Maria Teresa Sabaudzka       | Ludwik XIX.       |